# فرانك بالومينو
فرانك بالومينو (بالإسبانية: Frank Palomino)‏ هو لاعب كرة قدم بيروفي في مركز الوسط، ولد في 1 ديسمبر 1970 في كوسكو في بيرو. شارك مع منتخب بيرو لكرة القدم. أما مع النوادي، فقد لعب مع سيينسيانو ونادي ميلغار أريكيبا ونادي يونيفرسيتاريو.

## وصلات خارجية
- فرانك بالومينو على موقع الاتحاد الدولي (مؤرشف)  (الإنجليزية)
- فرانك بالومينو على موقع قاعدة بيانات كرة القدم.إي يو (الإنجليزية)
- فرانك بالومينو على موقع ناشيونال فوتبول تيمز (الإنجليزية)